# Лосручей
Лосручей — ручей в России, протекает по территории Ладвинского сельского поселения Прионежского района и Святозерского сельского поселения Пряжинского района Республики Карелии. Длина ручья — 13 км.

## Общие сведения
Ручей берёт начало из болота без названия на высоте выше 152 м над уровнем моря и далее течёт преимущественно в западном направлении по заболоченной местности.
Лосручей в общей сложности имеет шесть малых притоков суммарной длиной 12 км.
Впадает на высоте 96 м над уровнем моря в реку Важинку, правый приток Свири.
Населённые пункты на ручье отсутствуют.
Код объекта в государственном водном реестре — 01040100712202000012551.